# Béliers de Kemper - UJAP 1984
 (mars 2022).
Maillots
Actualités
L'UJAP Quimper 29, pour Union Jeanne d'Arc Phalange, est un club de Basket-ball français fondé en 1984. L'équipe professionnelle évolue en NM1, la troisième division du championnat de France. Le club est basé à Quimper, dans le Sud-Finistère en Bretagne.
L'UJAP Quimper 29, en août 2019, a obtenu l'accréditation de Centre de formation.
L'UJAP Basket Quimper est de son côté une association qui compte 400 licenciés répartis dans 32 équipes masculines et féminines.
Fin juin 2020, l'UJAP Quimper 29 devient officiellement les Béliers de Kemper - UJAP 1984 alias BK29.

## Historique
Le club est né en 1984, issu de la fusion de deux patronages de Quimper la Jeanne d'Arc et la Phalange d'Arvor et ce grâce à l'initiative de Michel Gloaguen, président de la Phalange d'Arvor et de Louis Le Boedec, président de la Jeanne D'Arc ; donnant ainsi naissance à l'Union Jeanne d'Arc Phalange Quimper. L'UJAP était, au début des années 1990, le plus grand club de France en termes de licenciés (environ 550).

### L'ascension
Le club a connu trois cycles sportifs. Une phase de construction à partir de 1984 tout d'abord. Marc Poriel réussit à hisser l'équipe première au niveau national tandis que le club dans son ensemble s'attelle de plus en plus à la formation de jeunes joueurs grâce à l'arrivée d'entraîneurs compétents dans leur domaine. Une phase de consolidation à partir de 1991 ensuite. Christian Marc, premier entraîneur salarié de l'histoire du club, mène le club jusqu'en Nationale 2 et crée une section cadet nation. Une phase de professionnalisation enfin, amorcée en 1999, date d'arrivée au club de l'entraîneur d'origine choletaise Olivier Cousin. Ce dernier réussit à faire monter le club en Pro B après l'avoir pris en NM2 à la suite d'une troisième saison en Nationale 1 archi-dominée. 
Annoncée dans le bas de classement par les spécialistes et malgré un budget minimaliste, l'Ujap crée la surprise en se qualifiant contre toute attente en play-offs pour sa première saison en Pro B grâce à un recrutement malin et à un excellent collectif mis en place par Olivier Cousin. La saison suivante est celle de la confirmation : malgré le départ pour le niveau supérieur de ses deux talentueux joueurs américains - JK Edwards et Benjamin Dewar - l'Ujap se qualifie à nouveau pour les play-offs de Pro B, encore une fois aidée par un collectif irréprochable et deux nouveaux joueurs américains - Shaun Fein et Gabriel Kennedy - qui ont réussi à faire oublier leurs compatriotes de la saison précédente. Ces derniers prolongent avec réussite l'aventure la saison suivante (2006-2007): en dépit d'un début de saison hésitant, l'Ujap retrouve des couleurs durant l'automne et termine sa saison en boulet de canon à la troisième place du championnat. Contrairement aux années précédentes, Olivier Cousin et son équipe réussissent à passer les deux tours de playoffs pour accéder à la finale du championnat. À un match de la montée en Pro A, le club s'incline finalement assez largement face à la JA Vichy, qui a terminé première de la saison régulière et récolte ainsi une montée méritée.

### Les années noires
Ce match marque aussi la fin d'un cycle : l'entraîneur Olivier Cousin est recruté par l'Elan béarnais Pau-Orthez et l'équipe est largement démantelée, notamment de ses deux joueurs américains, qui partent tenter leur chance dans des clubs plus huppés. Avec un nouvel entraîneur, François Péronnet, et un effectif où reste seulement Mathieu Tensorer comme joueur marquant, la saison 2008/2009 voit pour la première fois en Pro B le club connaître un important déclin sportif et humain. Après une fin de saison dans une ambiance délétère (mauvaise ambiance dans l'équipe et dans le staff, entraîneur chahuté par le public), le club termine dans la deuxième partie de classement. François Péronnet, qui s'était initialement engagé pour deux années, est licencié dès le mois de mai 2008. Tout est à refaire.
La saison 2008/2009 voit donc l'arrivée d'un nouvel entraîneur, Jacky Périgois, ancien directeur du centre de formation de Cholet ; un recrutement modeste (en partie à cause d'un budget amputé par les indemnités de licenciement de François Péronnet), axé essentiellement sur des joueurs français, est opéré. L'objectif est de recréer une osmose perdue entre l'équipe et son public, mais l'opération tourne vite à la catastrophe. Handicapée par les blessures de joueurs importants et un recrutement de joueurs étrangers raté, l'équipe enchaîne les défaites avec une impuissance qui pousse les dirigeants du club à se séparer de Jacky Périgois dès le mois de novembre. Olivier Pons, l'entraîneur assistant, est nommé entraîneur principal jusqu'à la fin de saison. Une timide réaction d'orgueil de l'équipe n'empêche pas le club de terminer à la 18e et dernière place du championnat, synonyme de rétrogradation en NM1. Le malheur des uns faisant le bonheur des autres, l'Ujap sauve deux semaines avant le début de saison sa place en Pro B sur tapis vert par suite des difficultés financières rencontrées par Saint-Étienne et Besançon.

### Le retour d'Olivier Cousin
C'est alors qu'Olivier Cousin fait son retour au club après deux expériences mitigées à Pau-Orthez et au CSP Limoges. Avec un effectif constitué en majeure partie au dernier moment puis à cause des blessures de nombreux joueurs importants, le début de saison 2009-2010 est très compliqué. Olivier Cousin et Olivier Pons vont pourtant réussir à redresser la barre au milieu de la saison, notamment grâce au recrutement de deux joueurs américains "jokers médicaux" - Andrew Lovedale et McHugh Mattis - qui donnent un nouveau souffle à l'équipe. Poussée par son fidèle public, l'Ujap réussit à enchaîner plusieurs victoires importantes, dont un premier succès historique sur le parquet du rival finistérien, l'Étendard de Brest, qui lui permettent d'arracher son maintien sportif lors de la dernière journée de championnat face à la JSA Bordeaux.
À l'issue de la saison 2011-2012 de Pro B, l'UJAP descend en NM1.
À la fin de la saison 2014-2015, Quimper est sportivement relégué en Nationale 2 mais parvient à être repêché pour la saison suivante en Nationale 1. Durant l'intersaison, le club remplace le directoire et le conseil de surveillance par un conseil d’administration de huit membres dont Bernard Kervarec qui prend la présidence du club assisté de Patrick Tudal.
La saison 2016-2017 est marqué par une montée en Pro B en terminant deuxième de la saison régulière derrière Caen et devant Souffelweyersheim. Le club domine les plays-offs et monte en Pro B à la suite de la finale gagnée.
Cette saison 2017-2018 est marquée par un bon début lors des deux premiers matchs (2 victoires en deux matchs) les 6 prochains sont compliquées et l'Ujap enchaîne les défaites (13 en 13 matchs).
Le club s'est séparé dans un premier temps de Demarco Cox, le pivot américain remplacé par son compatriote Kammeon Holsey. Récemment l'Ujap Quimper a effectué son deuxième changement, l'arrière ailier américain Bernard King en lieu et place de James Ellisor.
L'Ujap Quimper se compose aujourd'hui de deux structures : une amateur, l'Ujap Basket (association), dont l'équipe fanion évolue en NM3 et une professionnelle (SASP) évoluant en Pro B de 2004 à 2012, en Nationale 1 de 2012 à 2017 et depuis cette année 2017-2018 en Pro B. L'UJAP a validé son maintien à l'issue de la 34e journée lors de la victoire contre Le Havre 77-71.

Evolution du logo de l'équipe professionnelle
? - 2007
2007-2013
2013-2020
2020-

### Le renouveau en Pro B
Après une saison 2017-2018 compliqué où le maintien a été cherché à la dernière journée, le but était de connaître une saison plus calme et d'aller chercher le maintien plus vite. Pour cela, le club va conserver Bernard King tout en recrutant Lucas Dussoulier, international français de 3×3. Ces deux joueurs vont être les deux piliers offensifs de l'Ujap pendant toute la saison. Pour compléter l'effectif, l'Ujap Quimper va aller chercher Valdelicio Joaquim, Bryce Douvier et Alexis Desespringalle. Au cours de la saison, le club va connaître la blessure de Alexis Desespringalle qui va être remplacé par Jimmy Djimrabaye. Au moment du retour du français de 30 ans, le club décide de conserver Djimrabaye au profit de Douvier auteur d'une saison en demi-teinte. Le coaching et les choix de Laurent Foirest finisse par payer et le club va terminer à une belle 13e place avec 13 victoires et 21 défaites. En fin de saison, l'association loi de 1901 Ujap Family est créée à partir du concept des Kalons de Guingamp. En effet, l'association va rentrer dans l'actionnariat du club en récoltant des fonds avec les fidèles supporters de l'Ujap. Cette initiative est une première en deuxième division française de basket. Après une saison plutôt réussie, l'Ujap va changer de cap à l'intersaison 2019 pour atteindre des objectifs encore plus grand.

### Viser toujours plus haut
Une nouvelle réglementation oblige le club à prendre un joueur américain en moins. L'année dernière, le club pouvait compter sur Bernard King et Travis Cohn, cette année, il n'y aura qu'un seul américain. Au 21/06/2019, aucun des deux joueurs cités n'ont été résignés. Seulement deux joueurs ujapistes de la saison 2018-2019 ont été conservés : Lucas Dussoulier et Jimmy Djimrabaye. Le recrutement commence bien en début Juin avec le prêt pour un an de Pierre Brun, poste 4 qui évolué la saison dernière chez le leader de la Pro B Roanne. Terni par une blessure au pied, la saison de Paul-Lou Duwiquet n'a pas convaincu du côté de Caen et Quimper en profite le 20 juin pour signer le jeune joueur français. Les joueurs présents dans l'effectif la saison dernière sont recrutés au compte-gouttes par d'autres équipes de Pro B ou de NM1. Kevin Mondésir part du côté de Vichy-Clermont, Alexis Desespringalle tire le cap à l'Est à Gries-Oberhoffen, Thomas Prost s'engage à Besancon et Daryl Nerée à Dax, tous deux en NM1.
Le recrutement fut long car étalé sur tout l'été mais d'une excellente qualité. Avec les apports de Charly Pontens, coéquipier de Lucas Doussoulier en EDF 3×3, et de Stanimir Marinov, international bulgare, l'Ujap dispose d'un poste 1 beaucoup plus solide que la saison dernière. Après de longues négociations, David Jackson devient le seul joueur US de l'équipe après 2 saisons passées à Roanne. Chima Moneke évoluant à Denain la saison dernière rejoint aussi l'effectif en compagnie de Ryan Reid, ancien NBAer pour finaliser la liste des 9 joueurs professionnels de l'Ujap Quimper 29.
A noter que hormis ce recrutement, le club obtient l’agrégation de la ligue Nationale de basket pour son centre de formation. Un centre de formation ambitieux avec d'excellents joueurs U18 entraîné par l'ancien entraîneur de l'équipe 2. Cette agrégation permet au club de ne pas être dans la quasi-obligation de recruter 4 joueurs de moins de 23 ans formé localement. Les effets du centre de formation vont être rapides avec la signature de deux contrats aspirants ou stagiaires, Adrien Sclear et Paul-Matthis Lenghat. En manque de temps au Mans Sarthe Basket, Kenny Baptiste, joueur de l'équipe de France U19, obtient son prêt et sera sous les ordres de Laurent Foirest pendant la saison 2019-2020.

## Palmarès
- Champion de Nationale 1 : 2004
- Finaliste du Championnat de Pro B : 2007
- 2ème du Final Four NM1 : 2017
- Finaliste de la Leaders Cup Pro B : 2021

## Bilan par saison
| Saison    | Div.          | Class.            | %Vic | V - D   | Playoffs                | Coupe de France | Leaders Cup        | Entraîneur                  |
| --------- | ------------- | ----------------- | ---- | ------- | ----------------------- | --------------- | ------------------ | --------------------------- |
| 2000-2001 | 3 Nationale 1 | 8e/16             | 50 % | 15 - 15 | -                       | ??              | N/A                | Olivier Cousin              |
| 2001-2002 | 3 Nationale 1 | 8e/16             | 53 % | 16 - 14 | -                       | ??              | N/A                | Olivier Cousin              |
| 2002-2003 | 3 Nationale 1 | 3e/16             | 67 % | 20 - 10 | -                       | ??              | N/A                | Olivier Cousin              |
| 2003-2004 | 3 Nationale 1 | 1re/16            | 93 % | 28 - 02 | -                       | 64e de finale   | N/A                | Olivier Cousin              |
| 2004-2005 | 2 Pro B       | 6e/18             | 59 % | 19 - 13 | Quarts de finale        | 32e de finale   | Pas de compétition | Olivier Cousin              |
| 2005-2006 | 2 Pro B       | 3e/18             | 56 % | 19 - 15 | Quarts de finale        | 16e de finale   | Pas de compétition | Olivier Cousin              |
| 2006-2007 | 2 Pro B       | 3e/18             | 62 % | 21 - 13 | Finaliste               | 8e de finale    | Pas de compétition | Olivier Cousin              |
| 2007-2008 | 2 Pro B       | 12e/18            | 44 % | 15 - 19 | -                       | 32e de finale   | Pas de compétition | François Peronnet           |
| 2008-2009 | 2 Pro B       | 18e/18            | 15 % | 05 - 29 | -                       | 16e de finale   | Pas de compétition | Jacky Périgois Olivier Pons |
| 2009-2010 | 2 Pro B       | 13e/18            | 38 % | 13 - 21 | -                       | 32e de finale   | Pas de compétition | Olivier Cousin              |
| 2010-2011 | 2 Pro B       | 13e/18            | 44 % | 15 - 19 | -                       | 16e de finale   | Pas de compétition | Olivier Cousin              |
| 2011-2012 | 2 Pro B       | 17e/18            | 26 % | 09 - 25 | -                       | 32e de finale   | Pas de compétition | Olivier Cousin              |
| 2012-2013 | 3 Nationale 1 | 7e/18             | 62 % | 21 - 13 | Quarts de finale        | 32e de finale   | N/A                | Bertrand Van Butsele        |
| 2013-2014 | 3 Nationale 1 | 11e/18            | 47 % | 16 - 18 | -                       | 32e de finale   | N/A                | Aymeric Collignon           |
| 2014-2015 | 3 Nationale 1 | 14e/16            | 47 % | 16 - 18 | -                       | 32e de finale   | N/A                | A.Collignon Hugues Occansey |
| 2015-2016 | 3 Nationale 1 | 9e/18             | 53 % | 18 - 16 | -                       | 32e de finale   | N/A                | H.Occansey Laurent Foirest  |
| 2016-2017 | 3 Nationale 1 | 2e/18             | 71 % | 24 - 10 | Vainqueur               | 32e de finale   | N/A                | Laurent Foirest             |
| 2017-2018 | 2 Pro B       | 15e/18            | 32 % | 11 - 23 | -                       | 64e de finale   | Phase de groupe    | Laurent Foirest             |
| 2018-2019 | 2 Pro B       | 13e/18            | 38 % | 13 - 21 | -                       | 32e de finale   | Phase de groupe    | Laurent Foirest             |
| 2019-2020 | 2 Pro B       | 2e/18             | 71 % | 17 - 7  | Annulé                  | 16e de finale   | Phase de groupe    | Laurent Foirest             |
| 2020-2021 | 2 Pro B       | 6e/18             | 62 % | 21 - 13 | Annulé                  | 32e de finale   | Finaliste          | Laurent Foirest             |
| 2021-2022 | 2 Pro B       | 15e/18            | 41 % | 14 - 20 | -                       | 32e de finale   | Demi-finaliste     | Laurent Foirest             |
| 2022-2023 | 2 Pro B       | 17e/18            | 35 % | 12 - 22 | -                       | 32e de finale   | Phase de groupe    | Laurent Foirest             |
| 2023-2024 | 3 Nationale 1 | 1re/14 - groupe A | 77 % | 20 - 06 | 3e/10 - poule de montée | 64e de finale   | N/A                | Thibault Wolicki            |
| 2023-2024 | 3 Nationale 1 | 1re/14 - groupe A | 77 % | 20 - 06 | 8e de finale            | 64e de finale   | N/A                | Thibault Wolicki            |
| 2024-2025 | 3 Nationale 1 | 1re/14 - groupe A | 85 % | 22 - 04 | 1re/10 - poule haute    | 16e de finale   | N/A                | Thibault Wolicki            |
| 2024-2025 | 3 Nationale 1 | 1re/14 - groupe A | 85 % | 22 - 04 | Quarts de finale        | 16e de finale   | N/A                | Thibault Wolicki            |

## Budget
| Saison   | 2020-2021 |
| Budget   | 2 M€      |
| Division | III       |

## Joueurs et entraîneurs marquants
- : Benoit Claude
- : Olivier Cousin (entraîneur)
- : Olivier Djomo
- : Guillaume Granotier
- : Jean-Michel Mipoka
- : Vincent Mouillard
- : Mathieu Tensorer
- : Aurélien Rigaux
- : Aurélien Salmon
- : Nicolas Strunc
- : Xavier Palin
- : Ali Traore
- : Jerome Robinson
- : Marius Runkauskas
- : Andrius Ragauskas
- : Rick Cornett
- : Ben Dewar
- : JK Edwards
- : Shaun Fein
- : John Ford
- : Marvin Jefferson
- : Matt Kempfert
- : Gabe Kennedy
- : Steve Smith
- : Bernard King